# Ardisia amboinensis
Ardisia amboinensis är en viveväxtart som beskrevs av Rudolph Herman Scheffer. Ardisia amboinensis ingår i släktet Ardisia och familjen viveväxter. Inga underarter finns listade i Catalogue of Life.